# غرفة سلكية

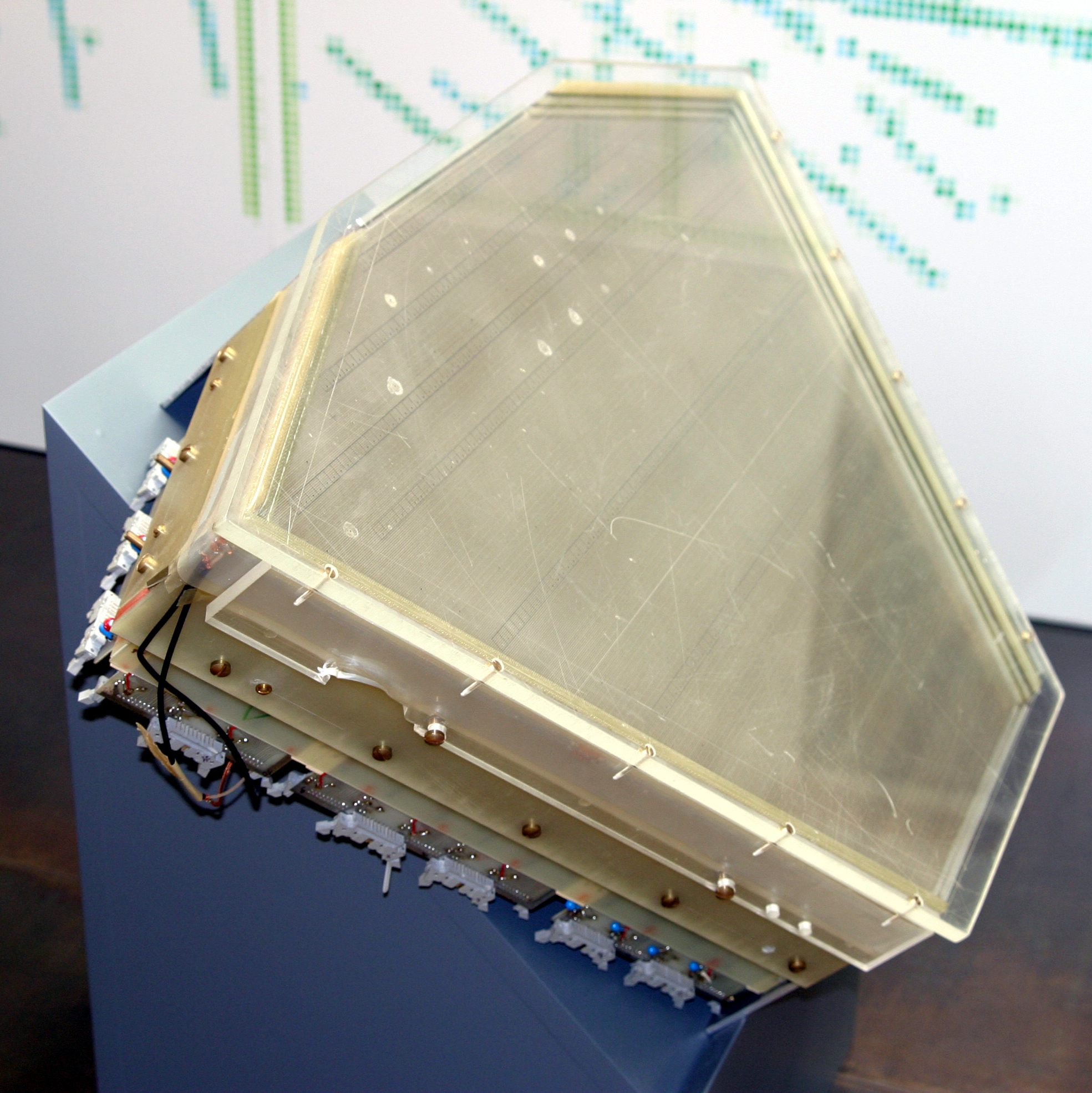
وحدة من وحدات الغرفة السلكية ز

توزيع خطوط الجهد في غرفة سلكية.

غرفة سلكية  أو غرفة تناسبية متعددة الأسلاك في فيزياء الجسيمات (بالإنجليزية: multi-wire chamber أو wire chamber)
هي عداد للجسيمات المؤينة وهي متطورة عن عداد جايجر وعن العداد التناسبي.
ويستخدم العداد التناسبي انبوب من عداد جايجر الذي يتكون من أنبوب أسطواني معدني يبلغ طوله 20 سنتيمتر وقطره 4 سنتيمتر وبداخلة سلك وسطي وبنفس طول الأتبوب ويكون معزولا عنه. يوصل الأنبوب بالأرضي ويوصل السلك بجهد كهربي عالي (500 فولت مثلا). ويملأ الأنبوب بغاز يتأين من جراء مرور جسيم مشحون فيه.
فتنزاح الإلكترونات والأيونات الناتجة عن التأين وتُسرع بسبب الجهد العاي المتصل بالسلك مما يسبب سيلا من الأيونات والإلكترونات (شلال)، وينتج عن هذا العدد العظيم من الأيونات والإلكترونات نبضة تبار كهربي على السلك. من تلك النبضات يستطيع الفيزيائي عد الجسيمات ويعين طاقهم كما يحدث في حالة العداد التناسبي.

## طريقة الغرفة متعددة الأسلاك
في فيزياء الطاقة العالية يريد الفيزيائي تعيين مسار الجسيم داخل الغرفة السلكية. وقد قامت الغرفة السحابية وغرفة الفقاقيع بتلك المهمة في الماضي. ونظرا للتقدم الكبير الذي أحرزته الإكترونيات، فقد أصبح من الأنسب للفيزيائي العمل بعداداسريع. (في حالة غرفة الفقاقيع مثلا كانت تؤخذ الصور ثم تُحمض وتطبع حتى يستطيع الفيزيائي رؤيتها). أما في حالة الغرفة متعددة الأسلاك فهي غرفة تتخللها الأسلك متوازية مشكلة شبكة وتوصل جميعها بالجهد الكهربي، ويوصل أنبوب الغرفة بالأرضي.
وكما في جايجر عندما يدخل جسيم مشحون في الغرفة السلكية فإنه يكوّن على مساره الأيونات والإلكترونات في الغاز، وهذه تنزاح إلى «أقرب» سلك بالنسبة لها. وعن طريق معرفة الأسلاك التي أصابتها نبضة تيار، فنستطيع بذلك معرفة إحداثيات مسار الجسيم.
وقد قام العالم الفيزيائي جورج شارباك بهذا الاختراع عام 1968 - وكان يعمل في ذلك الوقت في مركز سيرن للأبحاث النووية - ونال علية جائزة نوبل للفيزياء عام 1992.

## المجال المغناطيسي

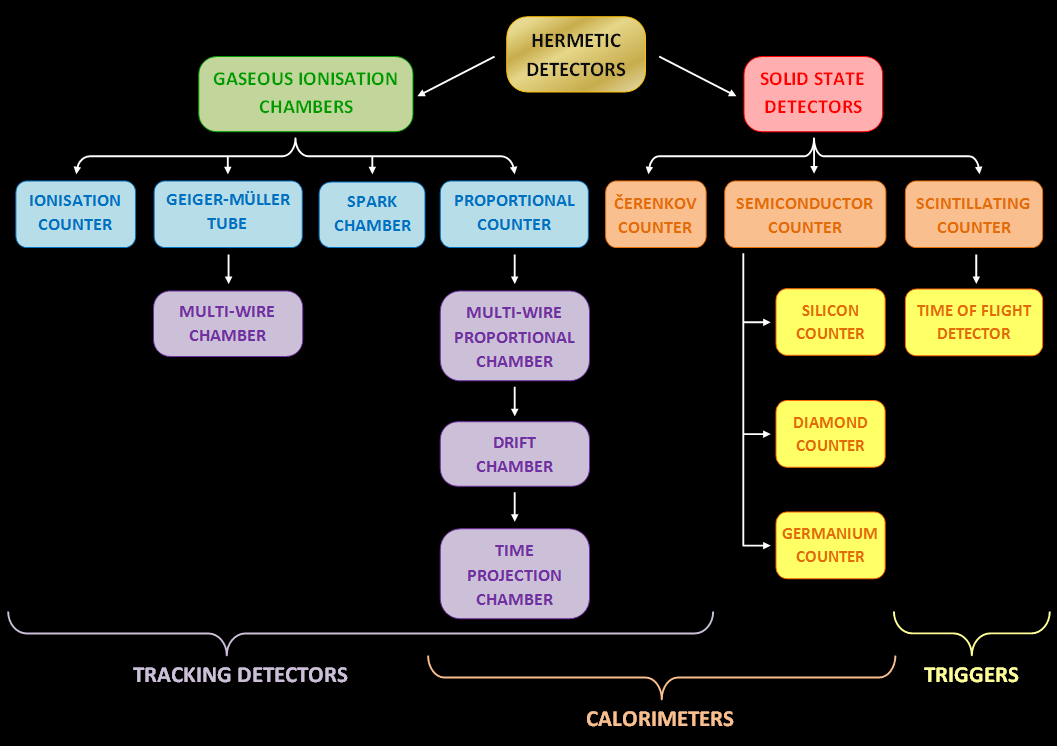
أنواع عدادات الجسيمات : تقيس مسارات الجسيمات Tracking detectors، تقيس حرارة (طاقة) الجسيمات Calorimeters، زناد القياس Triggers.

غالبا ما يحوط مجال مغناطيسي متساوي للغرفة السلكية مما يعمل على أن تتحرك الجسيمات المشحونة في هيئة منحنية لولبية طبقا لقوة لورينس. وبتحديد اتجاه منحنى المسار يمكن تعيين نوع شحنة الجسيم. وتستخدم لهذا الغرض مجالات مغناطيسية قوية.
كذلك إذا أمكن قياس زمن نبضة التيار الكهربي الناشئة على السلك وأخذ الزمن الذي تحتاجة الإلكترونات في انزياحها لكي تصل إلى اقرب سلك منها في الحسبان، فيمكن حساب المسافة بين الجسيم المشحون والسلك، مما يزيد من دقة تحديد المسار ولهذا تسمى أيضا غرفة الانزياح.

## اقرأ أيضا
- تجربة أطلس
- تجربة سوبر كاميوكاندي
- مكشاف مصادم فيرميلاب
- عداد جايجر
- عداد شيرينكوف
- عداد وميضي
- عداد تناسبي
- عداد شبه الموصلات
- إشعاع مؤين